# Justin Rovegno
Justin Rovegno (Gibraltar, 17 de julho de 1989) é um futebolista gibraltino que atua como lateral-esquerdo. Atualmente defende o Manchester 62.

## Carreira internacional
Justin teve sua primeira convocação para a seleção principal em maio de 2015 para os amistosos contra Croácia e Alemanha. Fez sua estreia em 7 de junho, na derrota por 4 a 0 contra a Croácia.

## Vida pessoal
Justin, além de ser jogador de futebol, trabalha como bombeiro.